# ジョン・ハワード・グリフィン
ジョン・ハワード・グリフィン（John Howard Griffin、1920年6月16日 - 1980年9月9日）は、アメリカ合衆国の作家である。テキサス州出身で、人種差別について執筆していた。1959年、黒人差別の実態を探るために、黒人になりすましてアメリカ深南部を旅したことでよく知られている。このレポートは、写真雑誌『セピア』に連載された後、1961年に『私のように黒い夜』(Black Like Me)のタイトルで内容を追加して刊行された。この本は1964年に映画化された。

## 若年期
グリフィンは1920年6月16日にテキサス州ダラスで、ジョン・ウォルター・グリフィンとレナ・メイ・ヤングの間に生まれた。母のレナはピアニストであり、その影響で音楽奨学金を得てフランスに留学した。ポワティエ大学でフランス語と文学を学んだ後、医科大学で医学を学んだ。19歳のときに衛生兵としてフランス・レジスタンスに加わり、サン＝ナゼールの港でユダヤ系オーストリア人をイギリスへ密航させる手助けをした。
大学を卒業してアメリカに帰国した後、アメリカ陸軍に入隊した。南太平洋に展開していたアメリカ陸軍航空軍の部隊に39か月間勤務し、その間に勇敢な行動により勲章を受けた。1943年から1944年にかけて、ソロモン諸島のヌニ島で、現地の文化を研究する任務に就いた。この間にマラリアにかかり、一時的に下半身不随になった。この年に現地の女性と結婚した。1946年、日本軍の爆撃により脳震盪になり、その後遺症で徐々に視力を失って失明した。
妻を残してテキサスに戻り、1952年にカルメル会に入ってカトリックに改宗した。テキサスではピアノ教師をしていた。再婚のための教皇の特免状を得て、教え子の一人であるエリザベス・アン・ホランドと結婚し、4人の子供をもうけた。
1952年、最初の小説"The Devil Rides Outside"を刊行した。これは、戦後のフランスの修道院を舞台としたミステリー小説である。
1940年代から1950年代にかけて、自身の失明と人生についてのエッセイをいくつか書いていたが、1957年に自然に視力を回復した。この頃から、写真家としての活動を始めた。
1956年、ソロモン諸島での1年間の生活を描いた半自伝的な小説"Nuni"を刊行した。1959年にアメリカ深南部における社会調査を行い、それを元に1961年に『私のように黒い夜』(Black Like Me)を刊行した。

## 私のように黒い夜
1959年の秋、グリフィンは、人種隔離が未だ合法だったアメリカ南部におけるアフリカ系アメリカ人の現状を直接調査することを思い立った。当時は公民権運動が活発化していた。
グリフィンはニューオーリンズの皮膚科医から、薬物の投与や紫外線ランプの照射などの肌を黒くする治療を受けた。また、直毛を隠すために頭を丸刈りにした。そして、ニューオーリンズやミシシッピ州などのアメリカ深南部を黒人を装って6週間旅した。移動には主にバスとヒッチハイクを利用した。この旅行には写真雑誌『セピア』が資金を提供し、写真家のドン・ラトリッジが同行した。その代わりに、セピア誌はこの旅行の記録を最初に公開する権利を得、"Journey into Shame"（恥辱の中への旅）というタイトルで掲載した。アラバマ州モンゴメリーで旅を終えることにしたグリフィンは、日光を避けるためにホテルの部屋に3日間閉じこもり、肌を黒くするための薬の服用を止めた。
グリフィンは、セピア誌の連載に内容を追加して、1961年に『私のように黒い夜』(Black Like Me)を刊行した。この本はこの年のベストセラーとなった。グリフィンは、黒人に扮したグリフィンが深南部で遭遇した、食料、住居、トイレなどの問題を詳細に記述した。
この本は版数を重ね、1975年に出版された版に収録されたエッセイでは、故郷のテキサス州マンスフィールドにおいて彼とその家族に対する敵意と脅威に遭遇したことを回想している。グリフィンは数か月間、身の安全のために家族をメキシコに住まわせた。最終的に一家でテキサス州フォートワースに移り住んだ。
この本は1964年に映画化された。グリフィンの役をジェームズ・ホイットモアが演じ、他にロスコー・リー・ブラウン、クリフトン・ジェームズ、ウィル・ギアらが出演した。

## 晩年
グリフィンは公民権運動の初期においても、人種関係や社会正義においての公演や執筆を続けた。1964年、人種理解への貢献に対してパーチェム・イン・テリス賞を受賞した。1975年、クー・クラックス・クランから激しい暴行を受けたが、命に別条はなかった。
晩年のグリフィンは、トラピスト会の修道司祭で、1962年に出会って以来の友人であるトマス・マートンについての研究に注力した。グリフィンはマートンの遺産管理団体から公認の伝記の執筆者に選ばれたが、2型糖尿病を患っていたグリフィンはこれを完成させることができなかった。

## 死去
グリフィンは1980年9月9日にテキサス州フォートワースにおいて糖尿病の合併症により60歳で死去した。遺体は生まれ故郷のマンスフィールドの墓地に埋葬された。妻のエリザベスは再婚したが、その死後にはグリフィンと同じ場所に埋葬された。
「グリフィンの死因は皮膚癌であり、その原因は1959年の実験で肌を黒くするためにメトレキサレンを大量に服用したことだ」というデマが広く出回っている。グリフィンは皮膚癌は発症しなかったが、メトレキサレンの服用により疲労感や吐き気などの症状を催した。

## 死後
グリフィンが執筆して未完に終わったトマス・マートンの伝記のうち、晩年に関する部分が、死後の1983年に"Follow the Ecstasy: Thomas Merton, the Hermitage Years, 1965–1968."（エクスタシーに従え: トマス・マートン、エルミタージュでの日々、1965年-1968年）として刊行された。
グリフィンの失明と回復に関するエッセイは、2004年にScattered Shadows: A Memoir of Blindness and Vision（散り散りになった影： 失明と視覚の回顧録）として刊行された。
1997年、ロバート・ボナッツィはグリフィンの伝記"Man in the Mirror: John Howard Griffin and the Story of Black Like Me"（鏡の中の男: ジョン・ハワード・グリフィンと『私のように黒い夜』の物語）を刊行した。
2011年、『私のように黒い夜』出版50周年を記念して、ウィングス・プレスから新版が出版された。この本には、グリフィンの処女作"The Devil Rides Outside"などのグリフィンの他の作品も収録された。
同年、モーガン・アトキンソン監督・制作によるドキュメンタリー映画"Uncommon Vision: The Life and Times of John Howard Griffin"が制作され、PBSで放送された。この映画は、2013年にDVDでリリースされた映画『ブラック・ライク・ミー』に特典として収録された。

## 著書
- The Devil Rides Outside (1952)
- Nuni (1956)
- Land of the High Sky (1959)
- Black Like Me 『私のように黒い夜』 (1961)
- The Church and the Black Man (1969)
- A Hidden Wholeness: The Visual World of Thomas Merton (1970)
- Twelve Photographic Portraits (1973)
- Jacques Maritain: Homage in Words and Pictures (1974)
- A Time to be Human (1977)
- The Hermitage Journals: A Diary Kept While Working on the Biography of Thomas Merton (1981)
- Scattered Shadows: A Memoir of Blindness and Vision (2004) - 死後に刊行された、1940年代・1950年代のエッセイ集
- Available Light: Exile in Mexico (2008) - 『私のように黒い夜』を書いていた時期の自伝的文章